# Sezon snookerowy 2006/2007
Poniższa tabela przedstawia uczestników finałów głównych turniejów snookerowych w sezonie 2006/2007.
Najwięcej zwycięstw w sezonie odniósł Neil Robertson. Zwyciężył on w dwóch turniejach.
| Data                              | Turniej                         | Miejsce rozgrywek | Zwycięzca         | Drugie miejsce    | Wynik         |
| --------------------------------- | ------------------------------- | ----------------- | ----------------- | ----------------- | ------------- |
| 13 sierpnia - 20 sierpnia         | Northern Ireland Trophy         | Belfast           | Ding Junhui       | Ronnie O’Sullivan | 9-6           |
| 2 września                        | Pot Black Cup                   | Londyn            | Mark Williams     | John Higgins      | 1-0 (119 -13) |
| 21 października - 29 października | Grand Prix                      | Aberdeen          | Neil Robertson    | Jamie Cope        | 9-5           |
| 4 grudnia - 17 grudnia            | UK Championship                 | York              | Peter Ebdon       | Stephen Hendry    | 10-6          |
| 14 stycznia - 21 stycznia         | Saga Insurance Masters          | Londyn            | Ronnie O’Sullivan | Ding Junhui       | 10-3          |
| 29 stycznia - 4 lutego            | Malta Cup                       | Portomaso         | Shaun Murphy      | Ryan Day          | 9-4           |
| 11 lutego - 18 lutego             | Welsh Open                      | Newport           | Neil Robertson    | Andrew Higginson  | 9-8           |
| 25 marca - 1 kwietnia             | China Open                      | Pekin             | Graeme Dott       | Jamie Cope        | 9:5           |
| 21 kwietnia - 7 maja              | World Snooker Championship 2007 | Sheffield         | John Higgins      | Mark Selby        | 18:13         |